# Торо Солер, Ариане
Ариане Торо Солер (исп. Ariane Toro Soler; род. 10 июля 2003, Бильбао, Страна Басков) — испанская дзюдоистка, выступающая в весовой категории до 52 кг. Двукратный бронзовый призёр чемпионатов Европы (2024, 2025). Участница летних Олимпийских игр 2024 года.

## Биография
Ариане Торо Солер родилась 10 июля 2003 года в Бильбао.

## Карьера
Весной 2024 года на предолимпийском чемпионате Европы, который состоялся в Загребе, Ариане впервые в карьере завоевала бронзовую медаль столь престижного соревнования. В схватке за третье место она одолела спортсменку из Азербайджана Айдан Валиеву.
Летом 2024 года приняла участие в летних Олимпийских играх, которые состоялись в Париже. В весовой категории до 52 кг испанка в первом же поединке уступила монгольской дзюдоистке Лхагвасуренгийн Сосорбарам.
В апреле 2025 года на чемпионате Европы в Подгорице в весовой категории до 52 кг завоевала бронзовую медаль. В схватке за третье место победила соперницу из Венгрии Розу Дертьиш.